# 바인 미
바인 미(베트남어: bánh mì)는 '빵'이란 뜻의 베트남어 단어로, 베트남 밖에서는 베트남식 바게트 빵을 부르는 말이다.  한국에서는 반미로도 불리는데, 이는 베트남 남부 지방의 발음을 따른 것이다. "바인"은 하노이를 비롯한 북부 지방의, "반"은 호찌민을 비롯한 남부 지방의 발음이다.
흔히 샌드위치로 먹는다.

## 이름
베트남어 '바인 미(bánh mì)'는 '빵(밀떡)'이라는 뜻이다. '바인(bánh)'은 한자 '餠(떡 병)'에서 나온 말로, 쌀가루나 밀가루 등 곡분이나 찧은 밥 등으로 만든 음식을 두루 일컫는다. '미(mì)'는 민난어 'mī/麵(면 면)'에서 빌려온 말로, 베트남어에서는 '국수'나 '밀'을 뜻한다.
비 베트남어권에서 '바인 미'는 베트남식 바게트 빵을 일컫거나, 바인 미 샌드위치를 일컫는 말로 쓰인다. 베트남에서도 '바인 미'가 제유로 쓰여 샌드위치를 일컫는 경우가 있다. 빵 자체가 아닌 샌드위치를 정확히 일컬을 때는 '끼운 빵'이라는 뜻인 '바인 미 깹(bánh mì kẹp)'이라 부를 수 있다.

## 특징
바인 미는 바게트와 유사한 방식으로 밀가루, 효모, 설탕, 소금 등을 넣어 만드는데, 베트남 요리에서 흔히 쓰이는 전통 식재료인 쌀가루를 함께 쓰기도 한다. 빵의 길이는 보통 20cm 정도로, 바게트보다 크기가 훨씬 작다. 그 외에 바게트보다 공기층이 많고, 덜 단단하고, 크러스트도 훨씬 얇다.

## 샌드위치
바인 미 샌드위치는 '끼운 빵'이라는 뜻의 바인 미 깹(bánh mì kẹp) 또는 '사이공 빵'이라는 뜻의 바인 미 사이곤(bánh mì Sài Gòn)으로 부른다.
여러 가지 고기, 채소, 양념이 바인 미 샌드위치에 쓰인다. 고기로는 찌거나 구운 돼지고기 삼겹살이 흔히 쓰이며, 그 외에도 짜 루어 같은 베트남식 소시지나 패티, 또는 돼지 간 파테 등이 쓰인다. 닭고기나 생선이 쓰이기도 한다. 채소로는 오이, 고수 잎, 채썬 당근·무 초절임 등이 흔히 쓰인다. 칠리 소스나 마지 소스, 마요네즈 등이 양념으로 쓰인다.
채식 샌드위치는 '바인 미 짜이(bánh mì chay)라 불리며, 고기 대신 두부나 밀고기 등을 넣어 만든다.

## 같이 보기
- 바게트
- 바인 미 까이